# 勒盖达勒雷
勒盖达勒雷（法語：Le Gué-d'Alleré，法語發音：[lə ɡe dalʁe]）是法国滨海夏朗德省的一个市镇，位于该省北部，属于拉罗谢尔区。

## 地理
勒盖达勒雷（46°11'14"N, 0°51'41"W）面积7.55 平方千米，位于法国新阿基坦大区滨海夏朗德省，该省份为法国西部滨海省份，北起旺代省，西临大西洋，南至吉倫特省，东南接多爾多涅省，东北接德塞夫勒省接壤，东临夏朗德省。
与勒盖达勒雷接壤的市镇（或旧市镇、城区）包括：阿奈、伯农、布埃、圣索沃尔多尼斯。

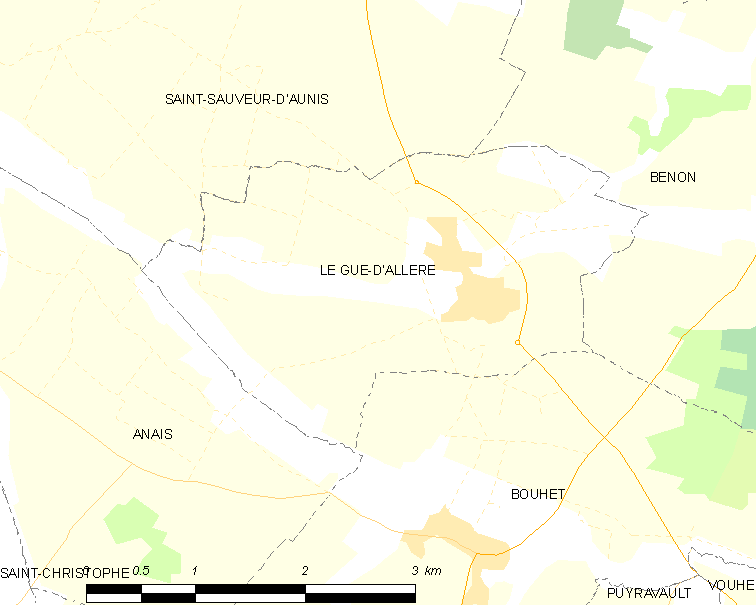
勒盖达勒雷的OSM定位图

勒盖达勒雷的时区为UTC+01:00、UTC+02:00（夏令时）。

## 行政
勒盖达勒雷的邮政编码为17540，INSEE市镇编码为17186。

## 政治
勒盖达勒雷所属的省级选区为马朗县。

## 人口

1962-2008年间勒盖达勒雷人口变化图示

勒盖达勒雷于2022年1月1日时的人口数量为1040人。